# Vakuf (Bosanska Gradiška, BiH)
Vakuf je naseljeno mjesto u sastavu općine Bosanska Gradiška, Republika Srpska, BiH.

## Stanovništvo
| Vakuf              |              |
| Godina popisa      | 1991.        |
| Srbi               | 412 (99,04%) |
| Hrvati             | 0            |
| Muslimani          | 0            |
| Jugoslaveni        | 0            |
| ostali i nepoznato | 4 (0,96%)    |
| ukupno             | 416          |